# 弓魮
弓魮（学名：Barbus arcislongae）為輻鰭魚綱鯉形目鯉科魮屬的其中一個種，於1908年由Ludwig Keilhack描述。分布於非洲馬拉威湖，為特有種，體長可達6.4公分。

## 扩展阅读
維基物種上的相關：弓魮